# Ерік Стоунстріт
Ерік Аллен Стоунстріт (англ. Eric Allen Stonestreet; нар. 9 вересня 1971) — американський актор і комік. Найбільш відомий за роллю Камерона Такера у ситкомі «Американська сімейка», за що отримав дві нагороди «Еммі» з трьох номінацій.
Стоунстріт знявся у другорядних ролях в таких телесеріалах та фільмах, як «CSI: Місце злочину» (2001—2005), «Кістки» (2007), «Училка» (2011), «Піймай шахрайку, якщо зможеш» (2013), «Лофт» (2013) та «Слухання» (2016). Також озвучував Дюка у мультфільмах «Секрети домашніх тварин» (2016) та «Секрети домашніх тварин 2» (2019).

## Раннє життя
Стоунстріт народився в місті Канзас-Сіті, штат Канзас. У дитинстві він хотів стати клоуном. В образі клоуна на ім'я Фізбо до 11-річного віку виступав на дитячих днях народження.
Стоунстріт закінчив середню школу Пайпер та Університету штату Канзас. В університеті був членом братства Pi Kappa Alpha. Університет закінчив у 1996 році зі ступенем з соціології.
В університеті та після його закінчення брав участь у п'єсах. Потім грав у Театрі імпровізації в Чикаго. Далі переїхав в Лос-Анджелес, щоб почати кар'єру у кінематографі.

## Кар'єра
Стоунстріт зіграв роль Камерона Такера в телесеріалі «Американська сімейка» на телеканалі ABC. Він також роль Роні Літра у декількох серіях «CSI: Місце злочину». Він також браву часть у телепроєктах «Дарма і Грег», «Швидка допомога», «Малкольм у центрі уваги», «Менталіст», «NCIS: Полювання на вбивць», «Частини тіла», «Нас п'ятеро», «Спін-Сіті», «Західне крило», «Живий за викликом», «Кролик Грег», «Провіденс», «Поруч з будинком», «Розслідування Джордан», «Кістки», «Монк» і «Американська історія жахів».
У художньому кінематографі дебютував у фільмі «Майже знамениті» у ролі письменника Шелдона. Він також зіграв ролі доктора Бенсона в «Дівчата є дівчата», Еда Такера в «Острові» і сусіда Кортні в «Ніндзя з групи підтримки». Він також знявся у фільмі «Піймай шахрайку, якщо зможеш» у ролі Великого Чака та у фільмі «Училка» — в ролі Кірка.
За роль Кемерона в «Американській сімейці», Стоунстріт тричі номінований на прайм-тайм премію «Еммі» за найкращу чоловічу роль другого плану в комедійному телесеріалі (2010, 2011 і 2012), отримавши нагороду у 2010 і 2012 роках. Він також тричі номінований на «Золотий глобус» (2010, 2011 та 2013) за свою роль у серіалі.

## Фільмографія
| Рік         |    | Українська назва                          | Оригінальна назва                   | Роль                             |
| ----------- | -- | ----------------------------------------- | ----------------------------------- | -------------------------------- |
| 1999        | с  | Дарма і Грег                              | Dharma & Greg                       | Честер                           |
| 2000        | с  | У мене є секрет                           | I've Got a Secret                   | камео                            |
| 2000        | ф  | Майже знамениті                           | Almost Famous                       | Клерк Шелдон                     |
| 2000        | с  | Малкольм в центрі уваги                   | Malcolm in the Middle               | Філ                              |
| 2000        | с  | Нас п'ятеро                               | Party of Five                       | Ірв                              |
| 2000        | с  | Спін-Сіті                                 | Spin City                           | фотограф                         |
| 2000        | с  | Швидка допомога                           | ER                                  | Віллі                            |
| 2001        | с  | Західне крило                             | The West Wing                       | штатний співробітник № 1         |
| 2002        | с  | Кролик Грег                               | Greg the Bunny                      | Вілсон; в титрах не вказано      |
| 2002        | с  | Провіденс                                 | Providence                          | Тед Стаут                        |
| 2002 — 2005 | с  | C.S.I.: Місце злочину                     | CSI: Crime Scene Investigation      | Ронні Літр                       |
| 2003        | ф  | Ж.И.Р.                                    | F.A.T.                              | Рейнджер                         |
| 2003        | ф  | Дівчата є дівчата                         | Girls Will Be Girls                 | доктор Бенсон                    |
| 2003        | кф |                                           | Street of Pain                      | Флойд                            |
| 2004        | ф  | Гамівна сорочка                           | Straight-Jacket                     | бригадир                         |
| 2005        | кф |                                           | Saddam 17                           | клерк                            |
| 2005        | ф  | Острів                                    | The Island                          | водій вантажівки Ед              |
| 2005        | с  | Поруч з будинком                          | Close to Home                       | офіцер Ендрю Морган              |
| 2006        | ф  | 13 могил                                  | 13 Graves                           | Ендрю Шнох                       |
| 2007        | кф |                                           | The Drifter                         | доставщик                        |
| 2007        | с  | Розслідування Джордан                     | Crossing Jordan                     | Стів Андерман                    |
| 2007        | с  | Кістки                                    | Bones                               | поліцейський                     |
| 2007        | мс | Американський тато!                       | American Dad!                       | Озвучування декількох персонажів |
| 2008        | с  | Менталіст                                 | The Mentalist                       | Малкольм Боутрайт                |
| 2008        | с  | Живий за викликом                         | Pushing Daisies                     | Лео Бернс                        |
| 2008        | с  | Морська поліція: Спецвідділ               | NCIS                                | Харві Емс                        |
| 2008        | ф  | Ніндзя з групи підтримки                  | Ninja Cheerleaders                  | Біргут                           |
| 2008        | ф  | Вечірка                                   | American Crude                      | Філ                              |
| 2009        | ф  | Це буде боляче                            | This Might Hurt                     | Бред Мейнерд                     |
| 2009        | с  | Монк                                      | Monk                                | Бум Бум                          |
| 2009        | с  |                                           | Scare Tactics                       | Ерік                             |
| 2009        | с  | Частини тіла                              | Nip / Tuck                          | Веслі Кловіс                     |
| 2009 — 2020 | с  | Американська сімейка                      | Modern Family                       | Камерон Такер                    |
| 2010        | ф  | Батько проти сина                         | Father vs. Son                      | Даг                              |
| 2011        | ф  | Училка                                    | Bad Teacher                         | Кірк                             |
| 2011        | ф  | Маппети                                   | The Muppets                         | камео                            |
| 2011        | с  | Американська історія жаху: Будинок-убивця | American Horror Story: Murder House | Дерек                            |
| 2013        | ф  | Піймай шахрайку, якщо зможеш              | Identity Thief                      | Великий Чак                      |
| 2013 — 2018 | мс | Софія Прекрасна                           | Sofia the First                     | Мінімус                          |
| 2014        | с  | Вулиця Сезам                              | Sesame Street                       | у ролі самого себе               |
| 2014        | ф  | Лофт                                      | Loft                                | Марті Лендрі                     |
| 2016        | тф | Слухання                                  | Confirmation                        | Кеннет Дуберштайн                |
| 2016        | мф | Секрети домашніх тварин                   | The Secret Life of Pets             | Дюк (голос)                      |
| 2019        | мф | Секрети домашніх тварин 2                 | The Secret Life of Pets 2           | Дюк (голос)                      |
| 2021        | мс |                                           | Madagascar: A Little Wild           | Гарлі Хорнс (голос)              |